# Joaquín Hysern
Joaquín Hysern y Molleras (Bañolas, 4 de mayo de 1804 - Madrid, 14 de marzo de 1883) fue un profesor, científico, médico y fotógrafo español, pionero en la introducción de la homeopatía y el daguerrotipo en España.

## Infancia y juventud
Nació el 4 de mayo de 1804 en Bañolas donde su padre Juan de Hysern Brugués era médico titular. Tras cursar el Bachiller comenzó sus estudios de medicina en el Real Colegio de Barcelona donde obtuvo una calificación de excelente en todas las asignaturas. Mientras realizaba estos estudios trabajaba en el servicio de meteorología publicado los datos sobre Barcelona que obtenía mediante la metodología del doctor Francesc Salvá. En 1827 obtuvo una medalla de oro por su trabajo Disertatio de Nervo adoratus y fue nombrado ayudante del doctor Jean Foix.

## Docente y médico homeópata
En 1828 obtuvo la plaza de profesor ayudante en el Real Colegio de Barcelona y comenzó su carrera como docente, en 1830 consiguió la cátedra de Anatomía en la facultad de Medicina de Madrid donde estuvo ejerciendo hasta su retirada. En 1835 fue comisionado para investigar los brotes de cólera en el norte de España lo que le supuso la concesión de una medalla.
Poco después trabajó en la cátedra de Fisiología, estando considerado como el primero en introducir el trabajo experimental en esta disciplina en España, también fue pionero en intervenciones quirúrgicas como la “decolación del fémur”.
Desde 1839 estuvo autorizado a ejercer la medicina en Francia al servicio del Infante Francico de Paula Antonio (Médico de Cámara) y durante su estancia en París en 1839 asistió a una curación por el método homeopático, a una dama afectada de una neuralgia facial por el doctor Moulin padre, a partir de ese momento se dedicó al estudio de esta rama y tras su regreso a Madrid en 1841 publicó varios libros sobre el tema y mantuvo fuertes controversias al respecto y estuvo dirigiendo la revista El propagador homeopático. En 1843 fue nombrado médico de la Casa real.En 1874 fue elegido presidente de la Sociedad Española de Antropología ("Semanario Farmacéutico"(3 del 5 de1874:7-8)
Ocupó diversos cargos a lo largo de su vida, fue consejero real, inspector de instrucción pública y presidente de la sociedad Hahnemanniana de Madrid. Entre otros galardones recibió la cruz de la Orden de Carlos III, la cruz de la Orden de Isabel la Católica y fue nombrado oficial de la Legión de Honor de Francia.

## Su actividad fotográfica
Su aproximación a la fotografía como pionero fue desde su afán investigador y científico, de ese modo fue coautor del primer daguerrotipo que se hizo en Madrid con fecha del 18 de noviembre de 1839. No obstante su actividad fotográfica se enmarca entre la realizada por aficionados avanzados, de ese modo su concepción de la fotografía como una imitación fiel, exacta y científica de la naturaleza la contraponía a la imitación ideal que se producía en el arte.
Sin embargo algunos consideran que su mayor aportación al campo de la fotografía fue la traducción que realizó del libro de Daguerre titulado Exposición histórica de los procedimientos del daguerrotipo y del diorama y que proporcionó una interesante información de esta tecnología a profesionales y aficionados.